# Sulfate d'étain(II)
Le sulfate d'étain(II) est un composé chimique de formule SnSO4. C'est un solide blanc hygroscopique déliquescent, c'est-à-dire capable d'absorber suffisamment d'humidité de l'air jusqu'à s'y dissoudre.
On peut le préparer par une réaction de déplacement entre l'étain métallique et le sulfate de cuivre(II) CuSO4 :
Sn(s) + CuSO4 (aq) → SnSO4 (aq) + Cu(s).
Le sulfate d'étain(II) est une source commode d'ions Sn2+ non contaminés par des ions Sn4+.